# Brachystephanus coeruleus
Brachystephanus coeruleus är en akantusväxtart. Brachystephanus coeruleus ingår i släktet Brachystephanus och familjen akantusväxter.

## Underarter
Arten delas in i följande underarter:
- B. c. apiculatus
- B. c. coeruleus